# أرامغاه القور (ألقورات)
أرامغاه القور (بالإنجليزية: Alqur)‏ هي منطقة سكنية تقع في إيران في مقاطعة بيرجند. يقدر عدد سكانها بـ 64 نسمة .